# Emil Selenka
Emil Selenka est un zoologiste allemand, né le 27 février 1842 à Brunswick et mort le 20 février 1902 à Munich.

## Biographie
Il est le fils du relieur Johannes Selenka (de) (1801-1871). Emil Selenka étudie l’histoire naturelle à l’université de Göttingen. En 1868, il est professeur de zoologie et d’anatomie comparée à l’université de Leyde. En 1874, il part à l’université d'Erlangen. Il travaille principalement sur le développement embryonnaire des échinodermes et des vertébrés. Il est l’un des fondateurs de la revue Biologisches Zentralblatt.
Avec son épouse, la militante pacifiste Margarete Lenore Selenka, il organise et dirige un voyage d'étude de deux ans dans l’Est de l’Asie. Lenore fait paraître le compte rendu de ce voyage sous le titre de Sonnige Welten. Ostasiatische Reiseskizzen. Borneo - Java - Sumatra - Vorderindien - Ceylon - Japan (Wiesbaden, 1905).